# Felix I. von Treviso

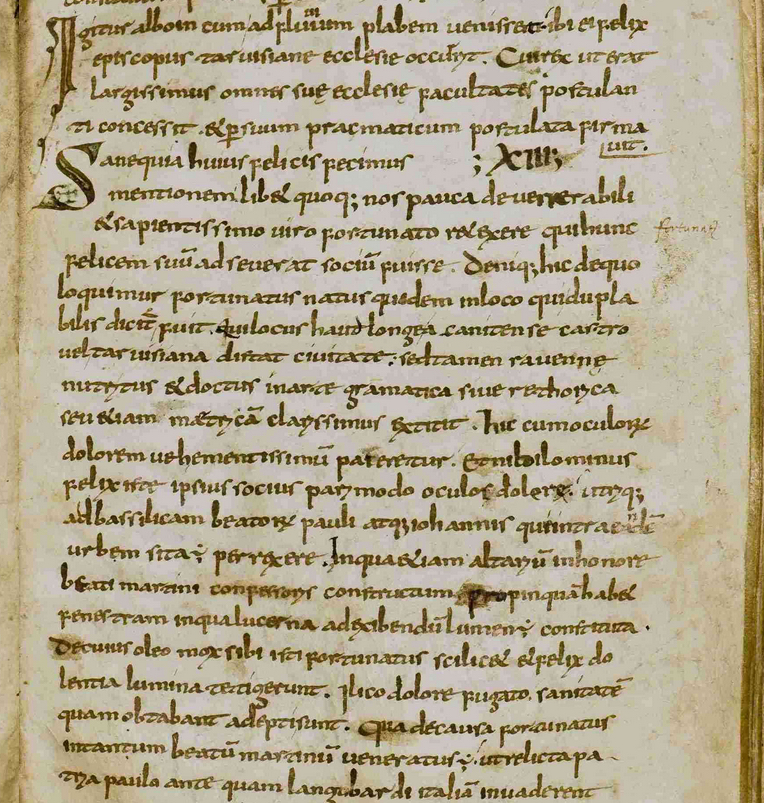
Paulus Diaconus: Historia Langobardorum, liber II, 12–13; Handschrift Cividale del Friuli, Museo Archeologico Nazionale, XXVIII (1. Hälfte 9. Jahrhundert)

Felix I. (* vielleicht um 540 bei Treviso, möglicherweise in Valdobbiadene; bl. 564/565–568) war der erste als gesichert geltende Bischof von Treviso, einer Stadt im Nordosten Italiens.
Er wird in der Historia Langobardorum aus dem späten 8. Jahrhundert erwähnt, die der Mönch Paulus Diaconus verfasste. Sein Werk gilt als die wichtigste Quelle zum Italien des 6. bis 8. Jahrhunderts. Er wiederum kannte die Werke des Venantius Fortunatus, eines Freundes des Bischofs. Felix, dessen Lebensdaten nicht überliefert sind, war in jenen Jahren Bischof, als die Langobarden begannen, große Teile Italiens zu unterwerfen. Diese hatten zuvor das Oströmische Reich dabei unterstützt, Italien in einem langwierigen Kampf von den Ostgoten zu erobern.
Paulus beschreibt nach der Beisetzung des oströmischen Feldherrn Narses, der die Langobarden ins Land gerufen haben soll, in einem ausführlicheren Exkurs die Bestätigung des Kirchenbesitzes durch den Langobardenkönig Alboin, eine Episode, die nicht bei Venantius Fortunatus zu finden ist, vielleicht aber aus der verschollenen Historiola des Secundus von Trient stammt. Alboin hatte mit seiner Armee den Fluss Piave erreicht, wohin ihm der Bischof von Treviso entgegengezogen war. Der König, ‚da er überaus großzügig war‘, bestätigte Felix seine Besitzungen („facultates“). Das darüber verfertigte und abgezeichnete Schriftstück, bei Paulus als „pracmaticum“ bezeichnet, könnte Paulus noch vorgelegen haben. Ob Felix auch Kirchengüter aus den Gebieten um Oderzo und Altinum zuerkannt wurden, geht aus der Quelle nicht hervor, denn dies kann zumindest im Fall Oderzos erst nach dessen Eroberung, also nach 603 erfolgt sein.
Bei der Quelle handelt es sich um die Kopie einer Urkunde König Liutprands vom 6. Juni 743, die wohl Interpolationen enthält. Darin heißt es: „Sed, postquam ipsa civitas [gemeint ist Opitergium-Oderzo] a Langobardis comprehensa est, episcopus Fororoiulianus, Tarvisianus et Pataviensis ipsam parochiam inter se diviserunt, et effecta est ipsa sedes Opitergina quasi vacua et sine omni patrimonio.“ Die Bischöfe hatten demnach untereinander das Bistum Oderzo nach der endgültigen Eroberung durch die Langobarden im Jahr 667 aufgeteilt. In der Urkunde wird auch ausdrücklich der Name des zu dieser Zeit, also im Jahr 743, den Rang eines Bischofs bekleidenden Ticianus genannt.
Von einer Übergabe der Stadt (in der sich große Getreidespeicher schon in gotischer Zeit befanden) an die Langobarden ist keine Rede. Noch im Jahr 579 finden sich unter den Stiftern zweier Kirchen in Grado ein primicerius und zwei milites aus Treviso. Dies legt nahe, dass Treviso noch zu dieser Zeit zu Ostrom gehörte, zumal die Stadt in sumpfigem Gebiet über Land wegen der heruntergekommenen Straßen nur schwer zu erreichen war, einfach hingegen über den Fluss. Darüber hinaus lassen sich im Trevisanischen keine Ansiedlungen von Langobarden belegen, wie sie sich ansonsten häufig in Ortsnamen mit Fara wiederfinden. Erst Felix II., ebenfalls Bischof von Treviso, erklärt sich 591 als dem Langobardenreich zugehörig. So wurde vermutet, dass Treviso möglicherweise erst 588 langobardisch wurde.
Erst um 600 kam es zu einem Aufstand gegen König Agilulf in Trevisanischen durch einen Dux Ulfari, der vom König niedergeschlagen wurde: „Rebellavit quoque dux Ulfari contra regem Agonem apud Tarvisium et obsessus captusque est ab eo“ (Historia Langobardorum, liber IV, 3). In einem Brief Papst Gregors wird noch 599 ein „Gulfari“ in seinem anti-schismatischen Kampf hervorgehoben – möglicherweise ist er identisch mit jenem „Ulfari“ bei Paulus. In jedem Falle ähnelte die Lage Trevisos unter militärischen und Versorgungsaspekten derjenigen von Ravenna. Damit würde Treviso erst um 602 an die Langobarden gefallen sein, und zwar als Hauptstadt der Provinz Secunda Venetia.
Paulus berichtet bei dieser Gelegenheit (liber II, 13) von einer wundersamen Heilung des Bischofs. Felix war mit „Fortunatus“ befreundet – Paulus nennt ihn ausdrücklich dessen Freund und Gefährten, möglicherweise waren sie etwa gleich alt –, der gleichfalls aus der Gegend von Treviso stammte, nämlich aus Valdobbiadene („Duplabilis“). Dies bringt den Verfasser auf die Idee, wie er selbst schreibt, beinahe in Vitenform von jenem Fortunatus, dem späteren Bischof von Poitiers zu berichten, einschließlich einer Wunderheilung in Ravenna durch den hl. Martin.

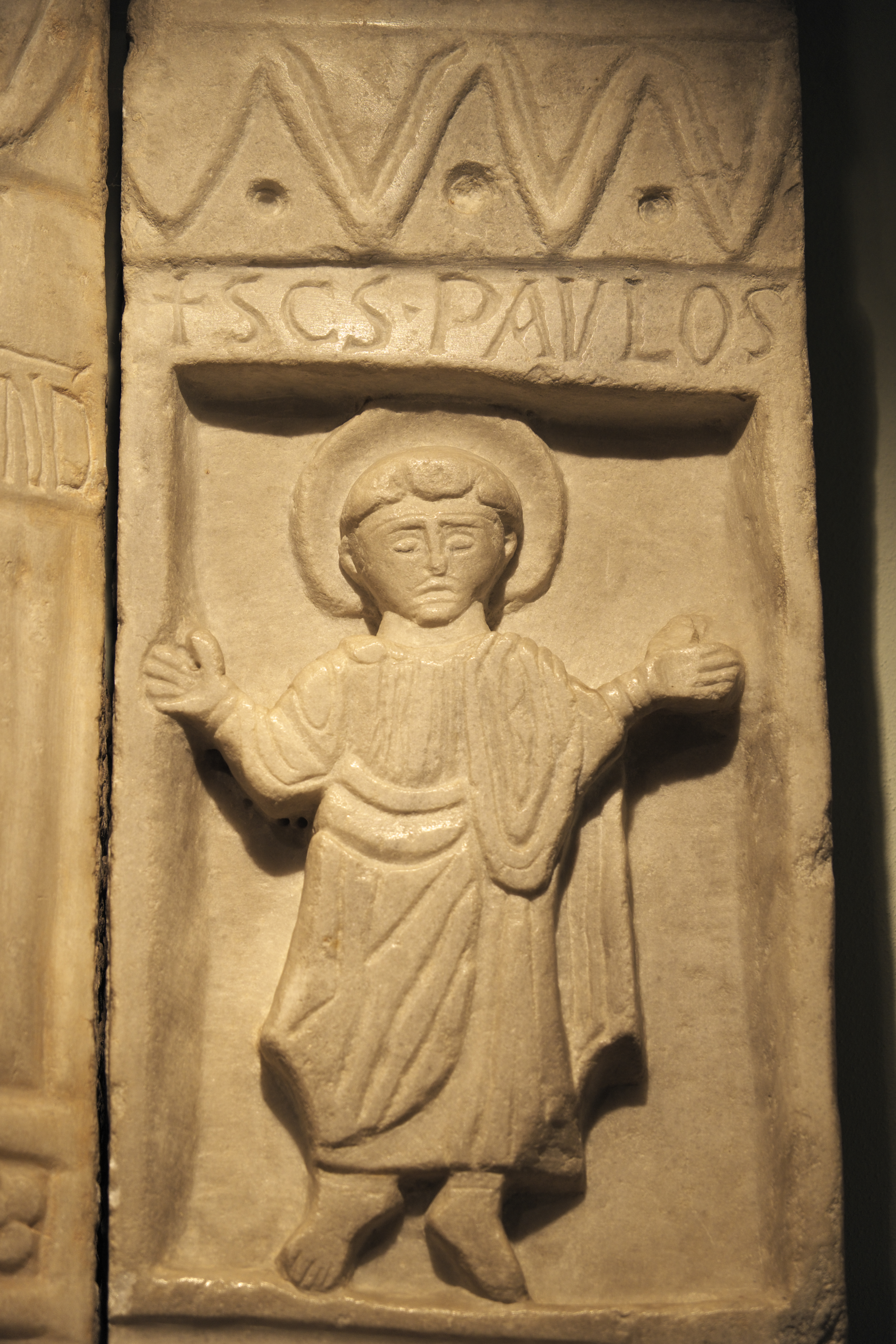
Darstellung des hl. Paulus an einem Ambo in der Kirche Santi Giovanni e Paolo zu Ravenna, 6. Jahrhundert

Felix und Fortunatus hatten demnach ein schmerzhaftes Augenleiden. Die Wunderheilung erfolgte in der Ravennater Kirche der hl. Paulus und Johannes (Santi Giovanni e Paolo). Mit dem Öl einer Lampe, die neben dem Altar des hl. Martin stand, berührten die beiden Kleriker ihre Augen. Die sofortige Heilung erfolgte allerdings, wie Paulus angibt, kurz vor dem Einzug der Langobarden in Italien, also kurz vor 568 („paulo ante quam Langobardi Italiam invaderent“).